# 中野新町 (名古屋市)
中野新町（なかのしんちょう）は愛知県名古屋市中川区及び熱田区にある町名。現行行政地名は中川区に中野新町1丁目から中野新町7丁目と6つの小字が、熱田区に字イノ割が存在する。住居表示未実施。熱田区中野新町は鉄道用地のみ。

## 地理
中川区中野新町は、名古屋市中川区の南東部に位置し、東に福船町、西に太平通、南に昭和橋通、北に八家町と接する。このほかに中川運河の河川用地に6つの小字が残る。
熱田区中野新町は、字イノ割が名古屋港線の鉄道用地のみに残存する。東に古新町、西に八剱町が接する。

### 字一覧
中野新町とその前身である中野外新田の小字は以下の通り。
以下の表において、
- 消滅した字については背景色    で示す。
- 現存する字のうち熱田区に所在するものには★を、中川区に所在するものには■を付した。

| 字                  | 字                   |
| ------------------- | -------------------- |
| イノ割（いのわり）★ | ロノ割（ろのわり）   |
| ハノ割（はのわり）  | ニノ割（にのわり）   |
| ホノ割（ほのわり）  | ヘノ割（へのわり）■  |
| トノ割（おちだ）■   | チノ割（ちのわり）■  |
| リノ割（りのわり）■ | ヌノ割（ぬのわり）■  |
| ルノ割（るのわり）■ | ヲノ割（をのわり）   |
| ワノ割（わのわり）  | カノ割（かのわり）   |
| ヨノ割（よのわり）  | タノ割（たのわり）   |
| レノ割（れのわり）  | 西屋敷（にしやしき） |

## 歴史
江戸期に開発された中野外新田の一部に該当する。

### 町名の由来
中野外新田の名による。

### 近世
中野外新田（なかのそとしんでん）は、江戸時代の尾張国愛知郡で開発された新田。中野村に隣接することからこの名がついた。1641年（寛永18年）に当地周辺の有力百姓であった鬼頭家の先祖（鬼頭弥五郎なる人物の5代前）が開発したと言い伝わる。開発から26年後の1667年（寛文7年）に尾張藩士の鈴木嘉十郎という人物の給地として縄入れが行われ、以降全域が鈴木嘉十郎の給地となっていた。頭百姓の鬼頭弥五郎以外は「高持細民」とされたという。中野外新田の領域は現在の名古屋港線から西方に延び、名古屋市立工業高等学校西の「二十番用水」（庄内用水中井筋）と呼ばれる用水路に及ぶ広大な範囲を含んでいた。町名でいうと現在の中野新町のほか外新町、昭和橋通、福川町、八剱町、福船町、太平通、古新町、八家町、小碓通、昭明町、北江町、法蔵町の各一部が該当する。村落は笈瀬川の下流に当たる中川（中川運河の前身）により東西に分かれており、中川の東が「中島屋敷」「五軒屋敷」、西が「西屋敷」とそれぞれ呼ばれていた。江戸期は農業が主に行われており、カボチャ、トウガン、スイカ、柿などを栽培し、知多郡、津島、横須賀（現在の東海市横須賀町）へ売りに出していたという。畑が多かったため、周辺の丸米野村、熱田新田、八ツ屋村などから人手が来ていた。『寛文村々覚書』によると中野外新田は本田概高200石、反別35町、新田3石、家数16、人口86、馬6。このほかに萱野が1反あった。文政年間になると人口が増加し、家数64、人口243となっていた。

### 明治以降
中野外新田は、1889年（明治22年）に合併に伴い八幡村大字中野外新田となった。1911年（明治44年）、中野外新田西端に国鉄名古屋港線が開通。1921年（大正10年）には名古屋市に編入され同時に中野新町と改称された。大正時代には中川運河の掘削が計画されたため西屋敷の約30戸が移転対象となり、現在の中野新町2～7丁目に住民の多くが移住した。1930年（昭和5年）、中川運河は開通した。中野新町は、戦後に貸家ブームを呼び住宅地として、昭和以降は、道路整備なども行われ鉄工業が栄えた。新田開発の功績をたたえて弥五郎が建てた「鬼頭氏遺愛碑」が現在でも域内に残る。

### 行政区画の変遷
- 1889年（明治22年）10月1日 - 愛知郡中野外新田が合併により、同郡八幡村大字中野外新田となる[1]。
- 1921年（大正10年）8月22日 - 名古屋市に編入され、同市南区中野新町となる[1]。
- 1927年（昭和2年）12月5日 - 中区篠原町の一部を編入する[1]。
- 1937年（昭和12年）10月1日 - 名古屋市中川区に編入され、同区中野新町となる[1]。
- 1945年（昭和20年）2月5日 - 中川区篠原町の一部を編入する[1]。
- 1952年（昭和27年）1月15日 - 中川区篠原町の一部を編入する[1]。

その他、一部が中川区太平通・八家町・福船町・福川町・八剱町・外新町・昭和橋通および熱田区古新町に編入されている。

### 年表
- 1924年（大正13年）10月 - 日本電力中川変電所が建設される[10]。

## 世帯数と人口
2019年（平成31年）2月1日現在の世帯数と人口は以下の通りである。
| 町丁     | 世帯数  | 人口    |
| -------- | ------- | ------- |
| 中野新町 | 602世帯 | 1,387人 |

## 学区
市立小・中学校に通う場合、学校等は以下の通りとなる。また、公立高等学校に通う場合の学区は以下の通りとなる。
- 中川区中野新町

| 番・番地等 | 小学校                 | 中学校                 | 高等学校 |
| ---------- | ---------------------- | ---------------------- | -------- |
| 全域       | 名古屋市立昭和橋小学校 | 名古屋市立昭和橋中学校 | 尾張学区 |

- 熱田区中野新町

| 番・番地等 | 小学校               | 中学校                 | 高等学校 |
| ---------- | -------------------- | ---------------------- | -------- |
| 全域       | 名古屋市立大宝小学校 | 名古屋市立日比野中学校 | 尾張学区 |

## 施設

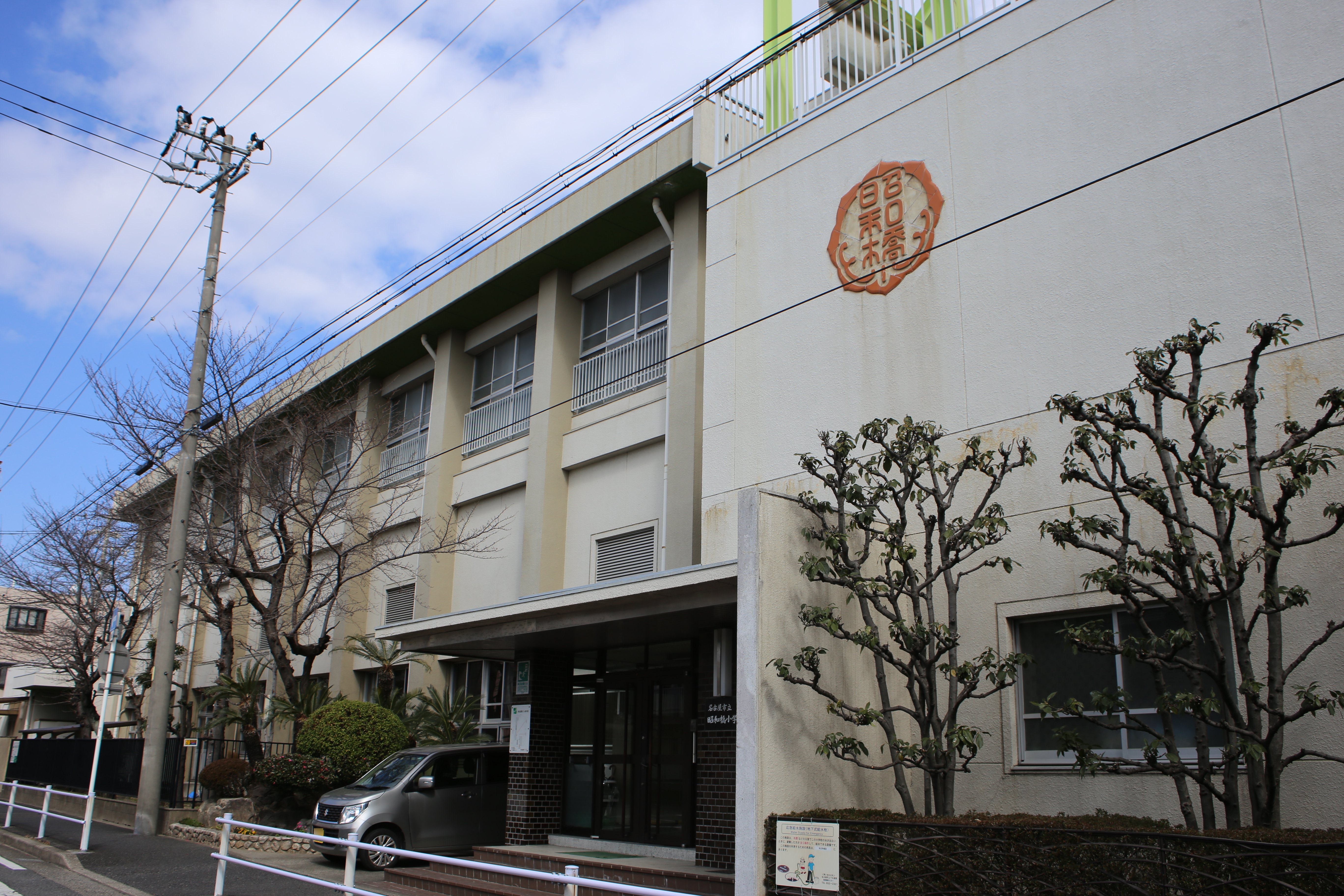
名古屋市立昭和橋小学校
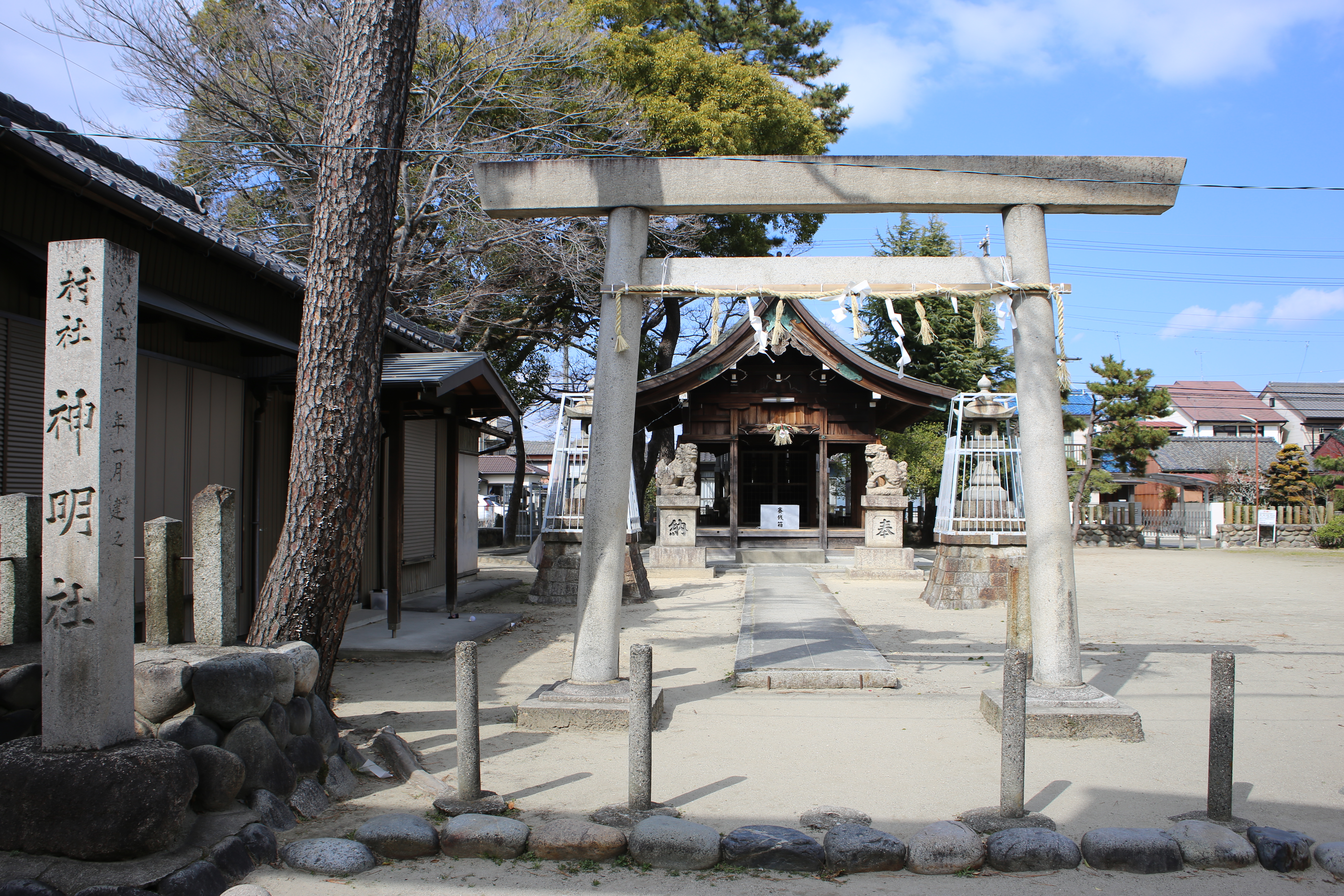
神明社

- 名古屋市立昭和橋小学校
- 神明社

## その他

### 日本郵便
- 郵便番号 : 
  - 中川区中野新町 454-0837[3]（集配局：中川郵便局[17]）
  - 熱田区中野新町 456-0069[4]